# Nuoto ai campionati europei di nuoto 2014 - 200 metri dorso maschili
La gara dei 200 metri dorso maschili degli Europei 2014 si è svolta il 22-23 agosto. Le qualifiche per la semifinale si sono svolte la mattina del 22 agosto 2014, mentre la semifinale si è svolta la sera dello stesso giorno. La finale, invece, si è svolta la sera del 23 agosto 2014.

## Medaglie
| Posizione | Atleta           | Paese    |
| --------- | ---------------- | -------- |
| Oro       | Radosław Kawęcki | Polonia  |
| Argento   | Christian Diener | Germania |
| Bronzo    | Gábor Balog      | Ungheria |

## Record
Prima della manifestazione il record del mondo (RM), il record europeo (EU) e il record dei campionati (RC) erano i seguenti.
| Record mondiale       | 1'51"92 | Aaron Peirsol Stati Uniti | 31 luglio 2009 Roma, Italia       |
| Record europeo        | 1'54"24 | Radosław Kawęcki Polonia  | 2 agosto 2013 Barcellona, Spagna  |
| Record dei campionati | 1'55"28 | Radosław Kawęcki Polonia  | 26 maggio 2012 Debrecen, Ungheria |

Durante la competizione non sono stati migliorati record.

## Risultati

### Batterie
| Pos. | Batteria | Corsia | Atleta                   | Nazionalità | Tempo   | Note |
| ---- | -------- | ------ | ------------------------ | ----------- | ------- | ---- |
| 1    | 3        | 4      | Péter Bernek             | Ungheria    | 1'58"45 | Q    |
| 2    | 3        | 3      | Christian Diener         | Germania    | 1'58"74 | Q    |
| 3    | 3        | 5      | Jan-Philip Glania        | Germania    | 1'58"91 | Q    |
| 4    | 2        | 3      | Luca Mencarini           | Italia      | 1'59"47 | Q    |
| 5    | 4        | 6      | Yakov Toumarkin          | Israele     | 1'59"94 | Q    |
| 6    | 4        | 4      | Radosław Kawęcki         | Polonia     | 1'59"94 | Q    |
| 7    | 3        | 2      | Mattias Carlsson         | Svezia      | 2'00"00 | Q    |
| 8    | 4        | 2      | Benjamin Stasiulis       | Francia     | 2'00"06 | Q    |
| 9    | 2        | 5      | Gábor Balog              | Ungheria    | 2'00"14 | Q    |
| 10   | 2        | 6      | Eric Ress                | Francia     | 2'00"36 | Q    |
| 11   | 1        | 6      | Ivan Trofimov            | Russia      | 2'00"38 | Q    |
| 12   | 4        | 3      | Danas Rapšys             | Lituania    | 2'00"95 | Q    |
| 13   | 4        | 5      | Christopher Ciccarese    | Italia      | 2'00"96 | Q    |
| 14   | 2        | 1      | Dávid Verrasztó          | Ungheria    | 2'00"97 |      |
| 15   | 3        | 7      | Roman Dmytriyev          | Rep. Ceca   | 2'01"13 | Q    |
| 16   | 4        | 1      | Axel Pettersson          | Svezia      | 2'01"20 | Q    |
| 17   | 2        | 4      | Andrey Shabasov          | Russia      | 2'01"48 | Q    |
| 18   | 4        | 7      | Pedro Oliveira           | Portogallo  | 2'02"02 |      |
| 19   | 2        | 7      | Sergiy Varvaruk          | Ucraina     | 2'02"12 |      |
| 20   | 2        | 0      | Dmitry Gorbunov          | Russia      | 2'02"98 |      |
| 21   | 3        | 9      | David Gamburg            | Israele     | 2'03"50 |      |
| 22   | 4        | 0      | Teo Kolonić              | Croazia     | 2'03"54 |      |
| 23   | 4        | 8      | Nils van Audekerke       | Belgio      | 2'03"70 |      |
| 24   | 3        | 1      | Lander Hendrickx         | Belgio      | 2'03"87 |      |
| 25   | 4        | 9      | Boris Kirillov           | Azerbaigian | 2'03"90 |      |
| 26   | 2        | 9      | David Kunčar             | Rep. Ceca   | 2'03"96 |      |
| 27   | 1        | 3      | Martin Zhelev            | Bulgaria    | 2'03"97 |      |
| 28   | 3        | 8      | Elijah Stolz             | Svizzera    | 2'04"04 |      |
| 29   | 3        | 0      | Jean-François Schneiders | Lussemburgo | 2'04"32 |      |
| 30   | 2        | 8      | Marko Krce-Rabar         | Croazia     | 2'04"42 |      |
| 31   | 1        | 4      | Gytis Stankevičius       | Lituania    | 2'04"62 |      |
| 32   | 2        | 2      | Nikita Ulyanov           | Russia      | 2'06"19 |      |
| 33   | 1        | 2      | Doruk Tekin              | Turchia     | 2'07"14 |      |
| —    | 1        | 5      | Max Litchfield           | Regno Unito |         | DNS  |
| —    | 3        | 6      | Federico Turrini         | Italia      |         | DNS  |

### Semifinali

#### Semifinali 1
| Pos. | Corsia | Atleta             | Nazionalità | Tempo   | Note |
| ---- | ------ | ------------------ | ----------- | ------- | ---- |
| 1    | 5      | Luca Mencarini     | Italia      | 1'58"16 | Q    |
| 2    | 7      | Danas Rapšys       | Lituania    | 1'58"21 | Q    |
| 3    | 4      | Christian Diener   | Germania    | 1'58"37 | Q    |
| 4    | 6      | Benjamin Stasiulis | Francia     | 1'58"46 | Q    |
| 5    | 3      | Yakov Toumarkin    | Israele     | 1'58"83 |      |
| 6    | 2      | Eric Ress          | Francia     | 1'59"14 |      |
| 7    | 8      | Andrey Shabasov    | Russia      | 2'00"05 |      |
| 8    | 1      | Roman Dmytriyev    | Rep. Ceca   | 2'01"45 |      |

#### Semifinali 2
| Pos. | Corsia | Atleta                | Nazionalità | Tempo   | Note |
| ---- | ------ | --------------------- | ----------- | ------- | ---- |
| 1    | 3      | Radosław Kawęcki      | Polonia     | 1'57"35 | Q    |
| 2    | 4      | Péter Bernek          | Ungheria    | 1'57"41 | Q    |
| 3    | 2      | Gábor Balog           | Ungheria    | 1'57"97 | Q    |
| 4    | 5      | Jan-Philip Glania     | Germania    | 1'58"21 | Q    |
| 5    | 6      | Mattias Carlsson      | Svezia      | 2'00"19 |      |
| 6    | 1      | Christopher Ciccarese | Italia      | 2'00"20 |      |
| 7    | 7      | Ivan Trofimov         | Russia      | 2'01"93 |      |
| 8    | 8      | Axel Pettersson       | Svezia      | 2'01"98 |      |

### Finale
| Pos. | Corsia | Atleta             | Nazionalità | Tempo   | Note |
| ---- | ------ | ------------------ | ----------- | ------- | ---- |
|      | 4      | Radosław Kawęcki   | Polonia     | 1'56"02 |      |
|      | 1      | Christian Diener   | Germania    | 1'57"16 |      |
|      | 3      | Gábor Balog        | Ungheria    | 1'57"42 |      |
| 4    | 5      | Péter Bernek       | Ungheria    | 1'57"47 |      |
| 5    | 2      | Danas Rapšys       | Lituania    | 1'57"68 |      |
| 6    | 8      | Benjamin Stasiulis | Francia     | 1'58"30 |      |
| 7    | 7      | Jan-Philip Glania  | Germania    | 1'58"84 |      |
| 8    | 6      | Luca Mencarini     | Italia      | 1'58"92 |      |